# 特德·德鲁里
特德·德鲁里（英語：Ted Drury，1971年9月13日—），美国男子冰球运动员。他曾代表美国国家队参加1992年和1994年冬季奥林匹克运动会冰球比赛，分别获得第四名和第八名。